# Eschivat IV van Chabanais
Eschivat IV van Chabanais (overleden in 1283) was van 1255 tot aan zijn dood graaf van Bigorre en van 1255 tot 1256 graaf iure uxoris van Armagnac en Fézensac. 

## Levensloop
Eschivat IV was de zoon van heer Jordaan Eschivat III van Chabanais en Adelheid van Montfort, gravin van Bigorre. In 1255 volgde hij zijn moeder op als graaf van Bigorre en hetzelfde jaar huwde hij met gravin Mascarosa II van Armagnac, waardoor hij eveneens graaf van Armagnac en Fézensac werd. Deze graafschappen werden echter geclaimd door Gerold, burggraaf van Fézensaguet. De dood van zijn echtgenote Mascarosa II in 1256 beëindigde dit conflict, waarna Gerold VI het graafschap Armagnac erfde.
Vervolgens werd Eschivat geconfronteerd met een nieuw conflict, ditmaal om het graafschap Bigorre. Zijn grootmoeder Petronella had kort voor haar overlijden in 1251 de regering van het graafschap aan haar schoonbroer Simon van Montfort geschonken, die graaf van Leicester en gouverneur van Guyenne was. Simon interpreteerde deze actie als een gift en streed tegen de erfgename van het graafschap, Adelheid van Montfort, die gesteund werd door haar halfzus Martha van Marsan en haar echtgenoot, burggraaf Gaston VII van Béarn. Eschivat kon zijn moeder in 1255 opvolgen zonder protest, maar maakte de fout om het land te bezetten dat zijn tante Martha in Bigorre bezat. Gaston VII viel Bigorre binnen en dwong Eschivat om zijn graafschap te verdedigen. Hij deed dit door hulp te zoeken bij de latere koning Eduard I van Engeland en een alliantie te sluiten met graaf Rogier IV van Foix. In 1256 huwde hij met diens dochter Ines, maar het huwelijk bleef kinderloos.
In 1258 kwam het opnieuw tot oorlog in Bigorre. Als oplossing besloot Eschivat het graafschap Bigorre tijdelijk af te staan aan Simon van Montfort, waardoor hij dezelfde fout maakte als zijn grootmoeder. Simon weigerde Bigorre namelijk terug te geven. Kort daarna kwam Simon in opstand tegen koning Hendrik III van Engeland, waarna Eschivat IV met de hulp van Gaston VII van Béarn Bigorre kon heroveren. 
In 1283 stierf Eschivat zonder nakomelingen na te laten. Na zijn overlijden streden zijn oom Gaston VII van Béarn en zijn zus Laura om de erfopvolging in Bigorre.